# Natación artística en los Juegos Olímpicos de París 2024
Las competiciones de natación artística en los Juegos Olímpicos de París 2024 se realizaron en el Centro Acuático, ubicado en Saint-Denis, del 5 al 10 de agosto de 2024.
En total fueron disputadas en este deporte dos pruebas diferentes, dúo y equipo. El programa de competiciones se mantuvo como en la edición anterior.

## Clasificación
Participaron en total 96 nadadoras (aunque en la prueba por equipo está permitida la participación de un nadador por país) de diferentes comités olímpicos nacionales pertenecientes a World Aquatics.

## Calendario
| C | Clasificación | F | Finales |

| Fecha→ Prueba ↓ | 05 Lun | 06 Mar | 07 Mié | 08 Jue | 09 Vie | 10 Sáb |
| --------------- | ------ | ------ | ------ | ------ | ------ | ------ |
| Dúo             |        |        |        |        | C      | F      |
| Equipo          | C      | C      | F      |        |        |        |

## Medallistas
| Evento               | Oro | Plata | Bronce |
| -------------------- | --- | --- | --- |
| Dúo (10 de agosto)   | Wang Liuyi · Wang Qianyi · República Popular China · 566,4783 pts.                                                                           | Kate Shortman · Isabelle Thorpe · Reino Unido · 558,5367 pts.                                                                                           | Bregje de Brouwer · Noortje de Brouwer · Países Bajos · 558,3963 pts. |
| Equipo (7 de agosto) | República Popular China · Chang Hao · Feng Yu · Wang Ciyue · Wang Liuyi · Wang Qianyi · Xiang Binxuan · Xiao Yanning · Zhang Yayi · 996,1389 | Estados Unidos · Anita Alvarez · Jaime Czarkowski · Megumi Field · Keana Hunter · Audrey Kwon · Jacklyn Luu · Daniella Ramirez · Ruby Remati · 914,3421 | España · Meritxell Ferré Gaset · Marina García Polo · Lilou Lluís Valette · Meritxell Mas · Alisa Ozhogina · Paula Ramírez Ibáñez · Iris Tió · Blanca Toledano · 900,7319 |

## Medallero
| Núm. | País                    | Oro | Plata | Bronce | Total |
| ---- | ----------------------- | --- | ----- | ------ | ----- |
| 1    | República Popular China | 2   | 0     | 0      | 2     |
| 2    | Estados Unidos          | 0   | 1     | 0      | 1     |
| 2    | Reino Unido             | 0   | 1     | 0      | 1     |
| 4    | España                  | 0   | 0     | 1      | 1     |
| 4    | Países Bajos            | 0   | 0     | 1      | 1     |
|      | TOTAL                   | 2   | 2     | 2      | 6     |